# Sharnford
Sharnford est une paroisse civile et un village du Leicestershire, en Angleterre.